# Tom Pendergast
Thomas Joseph Pendergast (22. juli 1872 – 26. januar 1945) styrede Kansas City og Jackson County, Missouri som en politisk "boss". "Boss Tom" Pendergast gav arbejdere beskæftigelse og hjalp med til at få politikere valgt under Depressionen og blev en velhavende mand ved at gøre dette.

## Tidlige år
Thomas Joseph Pendergast blev født i St. Joseph, Missouri, i 1873. Han opvoksede som katolik og havde ni søskende. I 1890'erne arbejdede han i sin bror James Pendergasts saloon i West Bottoms. Her lærte hans ældre bror, der var medlem af Kansas Citys byråd ham om byens politiske system og fordelen ved at kontrollere grupper af vælgere. Jim trak sig tilbage i 1910 og døde året efter. Han udnævnte Tom til sin efterfølger.
Efter sin brors død sad Pentergast i byrådet indtil han trak sig ud i 1916 for at fokusere på at konsolidere Demokraternes partiorganisation i Jackson County. Efter at der var blevet vedtaget et nyt charter for byen i 1925, som placerede byens ledelse under en leder, som blev valgt af et mindre råd, fik Pendergast let kontrollen over styret.
Pendergast giftede sig med Caroline Snyder i januar 1911 og de fik tre børn, to piger og en dreng, i deres hjem på 5650 Ward Parkway.

## Formand for Jackson County Demokraternes Klub
Pendergast regerede fra en enkel toetagers gul murstensbygning på 1908 Main Street. Meddelelser, som var påført hans røde klo blev brugt til at sikre alle former for tjenester. Selv om han helt bestemt var korrupt, og der regelmæssigt var skyderier og slagsmål på valgdage mens han var leder, har eftertiden været god ved hans eftermæle, idet de tolerante tider var guldalderen for Kansas City Jazz (som nu erindres på det amerikanske jazz museum på hjørnet af 18th og Vine) ligesom det var en guldalder for byggeri i Kansas City. Hertil kom, at det var ham som "opdagede" Harry S. Truman (som dengang nedsættende blev kaldt "Senatoren fra Pendergast"). Pendergast var berømt for sin gode hjerte, og hjalp med at betale de fattiges medicinregninger, skaffe jobs og havde berømte middage for de fattige til Thanksgiving og jul.
På den ene eller anden måde var stemmeprocenten i Kansas City tæt på 100 i Pendergasts dage.
Trods alkoholforbudet tillod Pendergasts partiorganisation (maskine) og en korrupt politistyrke alkohol og hasardspil. Hertil kom at der ved mange valg blev brugt valgsvindel for at sikre at politiske venner sad på posterne. Til gengæld fik Pendergasts selskaber, såsom en betonfabrik kontrakter fra det offentlige. Under et program til $40 mio. byggede byen mange offentlige bygninger under Depressionen. Blandt disse projekter var Jackson County courthouse i centrum af Kansas City og betoneringen af Brush Creek i nærheden af Country Club Plaza. En lokal vandrehistorie fortalte, at ligene af Pendergasts modstandere blev begravet under betonen her, men den kunne afvises da betonen blev fornyet i 1980'erne). Han havde også en hånd med i andre projekter, såsom Kansas City Power and Light Building, Fidelity Bank and Trust Building, Municipal Auditorium samt bygningen af gymnasier i den indre by.
Pendergast kunne placere mange af sine medarbejdere på vigtige poster i Jackson County. Pendergast udvalgte Harry S. Truman, kandidaten til senatsvalget i 1934 og Guy Brasfield Park som guvernør i 1932 da den tidligere kandidat Francis Wilson døde to uger inden valget.
Pendergast udstrakte også sin indflydelse til omkringliggende byer såsom Omaha og Wichita, hvor medlemmer af hans familie etablerede filialer af hans betonfirma. Pendergasts aftryk kunne findes i pakkeindustrien, lokalpolitik, falske byggekontrakter og jazzscenen i disse byer. Mange af Trumans gamle venner fra krigen havde drev veteran "klubber" i Omaha.

## Fald og sidste år
Pendergasts fald anses i vide kredse for at være sket efter en uenighed med Lloyd C. Stark. Pendergast havde understøttet Stark (der var berømt for sine æbler og havde den største æbleplantage i landet) ved guvernørvalget i 1936. Pendergast var ude af landet under valget og hans folk var endnu mere synlige og korrupte ved valget af Stark. Da undersøgelser af valget truede, vendte Stark sig straks mod Pendergast, fik føderale undersøgelser sat i værk og fjernede de føderale midler fra Pendergasts kontrol.
Efter at Pendergast var blevet dømt for skattesnyd forsøgte Stark at vælte Harry Truman ved senatsvalget i 1940. Det blev en hård valgkamp, som gjorde de to til livsvarige fjender. Truman blev genvalgt efter at regeringens anklager Maurice Milligan, som havde retsforfulgt Pendergast, også lod sig opstille, hvilket betød at Milligan og Stark stark delte anti-Pendergast stemmerne.
I 1939 blev Pendergast stillet til regnskab for ikke at have betalt skat af en bestikkelse, som han havde fået til at betale spillegæld med. Efter at have siddet 15 måneder i fængsel i det nærliggende Leawenworth fængsel boede han stille i sit hjem, 5650 Ward Parkway, indtil sin død i 1945.
Truman chokerede mange, da han som vicepræsident deltog i Pendergasts begravelse nogle dage efter at han var blevet taget i ed. Truman var efter sigende den eneste offentlige person, der deltog i begravelsen. Truman afviste kritikken og svarede blot: "Han var altid min ven, og jeg har altid været hans". 1908 Main er opført som et historisk sted i Kansas Citys Register of Historic Places; men det er ikke med i National Register of Historic Places.

## Eksterne kilder
- Missouri's Most Important Politician – history essay at Secretary of State office; omfatter fotos og karikaturer
- Truman Library FAQ on Truman-Pendergast Arkiveret 22. januar 2009 hos  Wayback Machine
- Kansas City Police Mindesmærke over Pendergast Arkiveret 18. april 2009 hos  Wayback Machine
- Kansas City Public Library biografi over Pendergast Arkiveret 8. oktober 2007 hos  Wayback Machine
- Men Who Made Kansas City: Thomas J. Pendergast Arkiveret 6. januar 2009 hos  Wayback Machine